# Epistephium ellipticum
Epistephium ellipticum är en orkidéart som beskrevs av Robert Orchard Williams och Victor Samuel Summerhayes. Epistephium ellipticum ingår i släktet Epistephium och familjen orkidéer. Inga underarter finns listade i Catalogue of Life.